# WTA de Stratton Mountain
O WTA de Stratton Mountain – ou Acura U.S. Hardcourts, na última edição – foi um torneio de tênis profissional feminino, de nível WTA Tier II.
Realizado em Stratton, no estado de Vermont, nos Estados Unidos, estreou em 1993 e durou duas edições. Stratton Mountain faz referência à formação rochosa localizada nos arredores. Os jogos eram disputados em quadras duras durante o mês de julho.

## Finais

### Simples
| Ano  | Campeã            | Vice-campeã             | Resultado     |
| ---- | ----------------- | ----------------------- | ------------- |
| 1994 | Conchita Martínez | Arantxa Sánchez Vicario | 4–6, 6–3, 6–4 |
| 1993 | Conchita Martínez | Zina Garrison-Jackson   | 6–3, 6–2      |

### Duplas
| Ano  | Campeãs                        | Vice-campeãs                              | Resultado      |
| ---- | ------------------------------ | ----------------------------------------- | -------------- |
| 1994 | Pam Shriver Elizabeth Smylie   | Conchita Martínez Arantxa Sánchez Vicario | 7–64, 2–6, 7–5 |
| 1993 | Elizabeth Smylie Helena Suková | Manuela Maleeva-Fragnière Mercedes Paz    | 6–1, 6–2       |